# Abbottina lalinensis
Abbottina lalinensis, subtropska slatkovodna bentopelagijska riba poznata samo u Heilongjiangu u Kini. Postoji malo podataka o njoj. Otkrivena je 1995, a pripada porodici šarana Cyprinidae.